# Igor Angulo
Pour les articles homonymes, voir Angulo.
Igor Angulo Albóniga est un footballeur espagnol né le 26 janvier 1984 à Bilbao. Il évolue au poste d'attaquant.
Igor a joué trois matchs en première division espagnole et un match en Coupe de l'UEFA avec l'Athletic Bilbao.
Il a été sélectionné deux fois en équipe d'Espagne des moins de 21 ans lors de l'année 2004.

## Palmarès
Vierge